# Estación de Liverpool Lime Street
Liverpool Lime Street es una estación de tren y Merseyrail situada en el centro de la ciudad de Liverpool, Reino Unido. Inaugurada en 1836, es aún parte del trazado de la primera línea de ferrocarril del mundo, el ferrocarril de Liverpool y Mánchester, así como estación terminal de un ramal de la West Coast Main Line que la conecta con la estación de Euston de Londres. Operada por Network Rail, es la segunda estación de la ciudad por número de pasajeros por detrás de la estación de Liverpool Central.

## Referencias

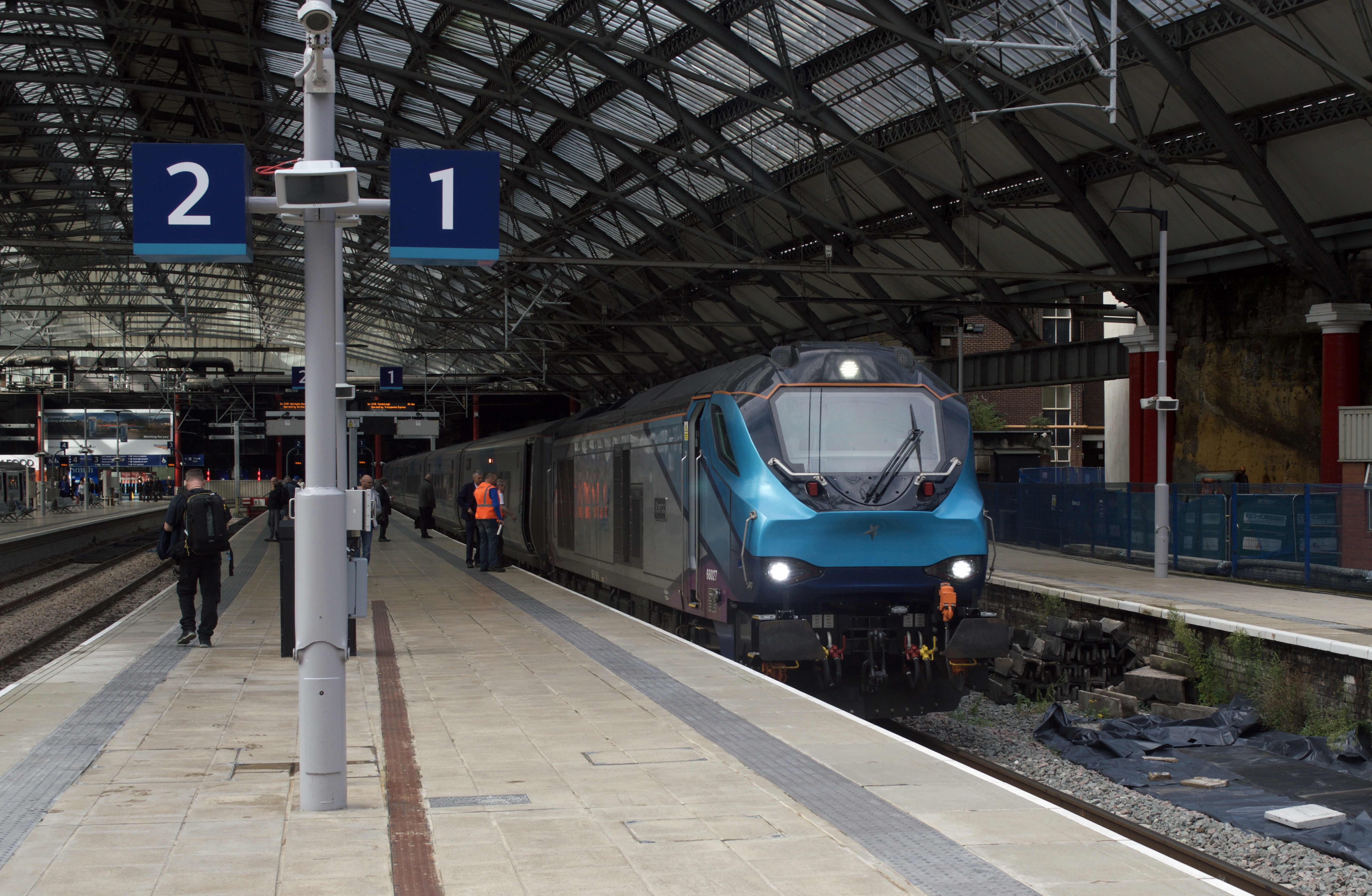
Un tren de Direct Rail Services, con una locomotora de la serie 68 fabricada en España, en la estación.